# Acanthemblemaria stephensi
Acanthemblemaria stephensi es una especie de peces de la familia Chaenopsidae del orden de los Perciformes.

## Morfología
Se han medido machos de hasta 5 cm.

## Distribución geográfica
Acanthemblemaria stephensi es una especie endémica de la Isla de Malpelo, en el departamento del Valle del Cauca en Colombia.